# Libetra

Mapa de l'Antiga Macedònia amb la ubicació de Libetra, a l'est del mont Olimp, prop de la costa del golf Termaic

La vida d'Orfeu

Libetra (grec antic: τὰ Λίβηθρα, o Λείβηθρα) va ser una ciutat propera al mont Olimp on la tradició deia que Orfeu havia estat enterrat per les Muses. La seua tomba seria més tard destruïda per una inundació del riu Sis. Era un indret on les nimfes libetríades eren venerades. Hi ha restes de l'antiga en un jaciment arqueològic prop de l'Olimp.
La font Libetra era el lloc favorit de les Muses, d'ací el seu epítet de libetríades, que en grec antic s'escriu Λιβεθρίδες.